# 馬克·弗朗索瓦
馬克·弗朗索瓦（英語：Mark Francois，/frɑːnˈswɑː/；1965年8月24日—）是一位英格蘭政治人物，他的黨籍是保守黨。自2010年開始，他擔任瑞利和威克福德選區選出的英國下議院議員。在踏入政壇之前他曾在萊斯銀行工作。